# Сејл Сити (Џорџија)
Сејл Сити (Џорџија) (енгл. Sale City) град је у америчкој савезној држави Џорџија. По попису становништва из 2010. у њему је живело 380 становника.

## Демографија
Према попису становништва из 2010. у граду је живело 380 становника, што је 61 (19,1%) становника више него 2000. године.
| Група             | 2000.       | 2010.       |
| Белци             | 284 (89,0%) | 276 (72,6%) |
| Афроамериканци    | 32 (10,0%)  | 57 (15,0%)  |
| Азијати           | 0 (0,0%)    | 5 (1,3%)    |
| Хиспаноамериканци | 3 (0,9%)    | 40 (10,5%)  |
| Укупно            | 319         | 380         |